# Richard II. (Normandie)

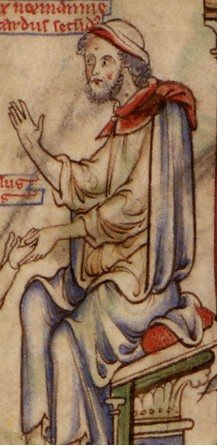
Richard

Richard II., genannt der Gute (le Bon), (* unbekannt; † 1026 in Fécamp) war der zweite Herzog der Normandie.
Er war der Sohn Richards I. des Furchtlosen und seiner Ehefrau Gunnora und folgte seinem Vater 996 als Herzog nach. Er verteidigte seinen Besitz bei einem Bauernaufstand, unterstützte König Robert II. von Frankreich gegen den Herzog von Burgund und wehrte einen Angriff des angelsächsischen Königs Æthelred II. auf die Halbinsel Cotentin ab.
Er heiratete um 996 Judith († 1017), Tochter des Herzogs Conan I. der Bretagne, nach deren Tod in zweiter Ehe Papia.
Judith war die Mutter von:
- Richard III.
- Robert I.
- Wilhelm († 1025), Mönch in Fécamp.
- Adelheid ⚭ Rainald I. Graf von Burgund
- Eleonore ⚭ Balduin IV. Graf von Flandern
- Matilde († 1033).

Papia war die Mutter von:
- Mauger, Erzbischof von Rouen.
- Wilhelm, Graf von Arques.

### Primärquellen
- Dudo von Saint-Quentin, De Gestis Normanniae ducum seu de moribus et actis primorum Normanniae ducum, J. Lair (Hrsg.), Mémoires de la Société des Antiquaires de Normandie, Band XXIII, 1865
- Wilhelm von Jumièges, Gesta Normannorum Ducum, Ausgabe Guizot, 1826

### Sekundärquellen
- François Neveux, La Normandie des ducs aux Rois. Xe–XIIe siècle, Ouest-France Université, Rennes, 1998
- Pierre Bauduin, La Première Normandie (Xe–XIe siècle), Presses Universitaires de Caen, 2002
- François Neveux, L’aventure des Normands: VIIIe–XIIIe siècle, Paris, Perrin, Collection Tempus, 2009, ISBN 978-2-262-02981-4, S. 69

| Vorgänger  | Amt                           | Nachfolger   |
| ---------- | ----------------------------- | ------------ |
| Richard I. | Herzog der Normandie 996–1026 | Richard III. |

| Personendaten    | Personendaten                |
| ---------------- | ---------------------------- |
| NAME             | Richard II.                  |
| ALTERNATIVNAMEN  | Richard der Gute             |
| KURZBESCHREIBUNG | zweiter Herzog der Normandie |
| GEBURTSDATUM     | 10. Jahrhundert              |
| STERBEDATUM      | 1026                         |
| STERBEORT        | Fécamp, Herzogtum Normandie  |